# Жетыген (станция)
Жетыген — железнодорожная станция Алма-Атинского отделения Казахстанских железных дорог в городе Алатау Алма-Атинской области Казахстана. 
Эта станция лежит на Турксибе и линии Жетыген — Алтынколь.
Станция открыта в 1931 году на линии Алма-Ата I — Актогай. В 2011 году открыта построенная железная дорога Жетыген — Хоргос — Цзинхэ, которая стала второй по железной дороге, соединившей Казахстан с Китаем.